# Bombeador

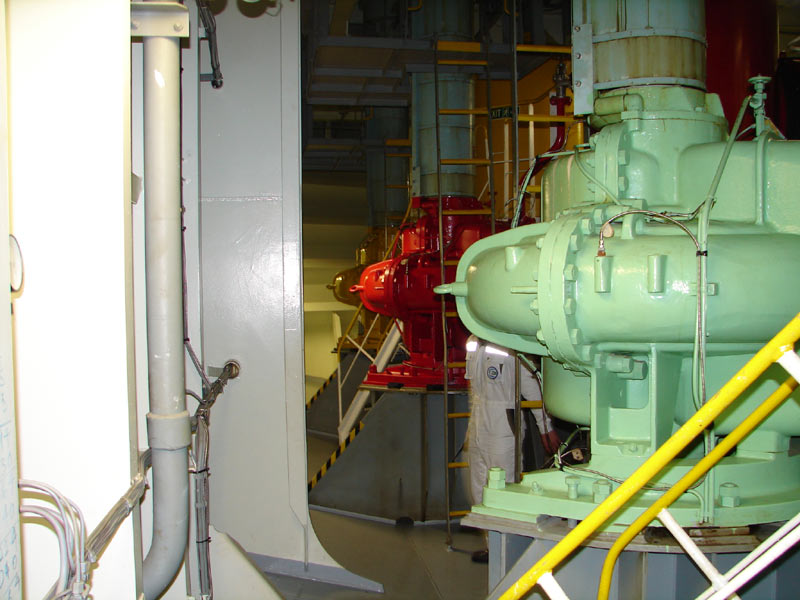
Manutenção das bombas do navio-tanque Algarve.

Um bombeiro ou bombeador é um profissional da marinha mercante cujas funções são a operação e a manutenção dos sistemas de bombagem dos navios-tanques.

## Funções
Compete a um bombeiro conduzir as bombas do navio durante as operações de descarga, transfega e limpeza dos tanques, realizar a manutenção e a beneficiação dos sistemas de bombagem, conduzir a passagem dos líquidos, vistoriar e manter os circuitos dos encanamentos e orientar e dirigir a limpeza dos tanques.

## Carreira
Na Marinha Mercante Portuguesa, existia uma categoria específica de bombeiro, que pertencia ao pessoal de marinhagem de máquinas. A categoria foi extinta em 2001, sendo os seus profissionais integrados na carreira de maquinista prático ou de contramestre. A função passou a ser desempenhada por pessoal de outras categorias especializado na operação e manutenção de sistemas de bombagem de navios-tanque.
Na Marinha Mercante Brasileira, a função de bombeador é desempenhada pelos condutores de máquinas com essa especialidade que operam em navios-tanque.